# 诚斋诗话
诚斋诗话是南宋诗人杨万里的一部诗话作品。《诚斋诗话》共70余则，集中体现了杨万里的诗学批评观“诗味”。杨万里在词和意的基础上强调“味”，强调词，意，味的统一，对于词法、字法，点化及体制风格都有论述。

## 作者简介
杨万里（1127年10月29日—1206年6月15日），字廷秀，号诚斋，吉州吉水）人。南宋著名文学家、诗人、词人，与陆游、尤袤、范成大并称“中兴四大家”。

## 内容简介
杨万里《诚斋诗话》与欧阳修《六一诗话》，陈师道《后山诗话》等诗话不同的是，杨万里没有谈论诗人逸事，主要着重于讨论诗人的诗句优劣，以及不同诗人的诗体，诗句的继承等。杨万里的诗话以本朝诗人为主，虽然以诗话为名，但后亦有谈论四六，青词，贺表等，集中的体现了杨万里的晚年的文学观，成书时间应该是绍熙三年壬子(1192)年以后。

## 诗话选粹
「问余何意栖碧山，笑而不答心自閒。桃花流水杳然去，别有天地非人间。」又：「相随遥遥访赤城，三十六曲水回萦。一溪初入千花明，万壑度尽松风声。」此李太白诗体也。「麒麟图画鸿雁行，紫极出入黄金印。」又：「白摧朽骨龙虎死，黑入太阴雷雨垂。」又：「指挥能事回天地，训练强兵动鬼神。」又：「路经滟滪双蓬鬓，天入沧浪一钓舟。」此杜子美诗体也。「明月易低人易散，归来呼酒更重看。」又：「当其下笔风雨快，笔所未到气已吞。」又：「醉中不觉度千山，夜闻梅香失醉眠。」又《李白画像》：「西望太白横峨岷，眼高四海空无人。大儿汾阳中令君，小儿天台坐忘身。平生不识高将军，手涴吾足乃敢嗔。」此东坡诗体也。「风光错综天经纬，草木文章帝杼机。」又：「涧松无心古须鬣，天球不琢中粹温。」又：「儿呼不苏驴失脚，犹恐醒来有新作。」此山谷诗体也。
诗有一句七言而三意者。杜云：「对食暂餐还不能。」退之云：「欲去未到先思回。」有一句五言而两意者。陈后山云：「更病可无醉，犹寒已自知。」诗有句中无其辞而句外有其意者。《巷伯》之诗，苏公刺暴公之谮己，而曰：「二人同行，谁为此祸。」杜云：「遣人向市赊香粳，唤妇出房亲自馔。」上言其力穷，故曰「赊」；下言其无使令，故曰「亲」。又：「东归贫路自觉难，欲别上马身无力。」上有相干之意而不言，下有恋别之意而不忍。又：「朋酒日欢会，老夫今始知。」嘲其独遗己而不招也。又《夏日不赴》而云：「野雪兴难乘。」此不言热而反言之也。

## 评价
宋杨万里撰。万里有《诚斋易传》，已著录。此编题曰诗话，而论文之语乃多於诗，又颇及谐谑杂事。盖宋人所著，往往如斯，不但万里也。万里本以诗名，故所论往往中理。而万里为诗，好用文句及俚语。故以李师中之“山如仁者寿，水似圣之清”为善用经。以苏轼之“避谤诗寻医，畏病酒入务”，僧显万之“探支春色墙头朵，阑入风光竹外梢”为善用字。与自称其“立岸风大壮，还舟灯小明”，以诗篇名对易卦者，均非定论。又李商隐“夜半宴归宫漏永，薜王沉醉寿王醒”二句，暴扬国恶，至为无礼。万里以为微婉显晦，尽而不汙，尤宋人作诗好为讦激之习气矣。至於万里时代距南渡初不远，乃以隆祐太后布告中外手诏为劝进高宗手书，於考论典故亦为纰谬。殆所谓瑕瑜不掩，利钝互陈者欤？全书已编入《诚斋集》中。此乃别行之本，今亦别著於录焉。

## 版本
《诚斋诗话》附见于《诚斋集》，《四库全书》收人集部诗文评类。另有《萤雪轩丛书》《昌平丛书》诸本。今通行的是中华书局1983年排印的《历代诗话续编》本.